# Xykon
Xykon je hlavní záporná postava komiksu s názvem Hůlkový řád, který vytvořil a od roku 2003 píše Rich Burlew.

## Životopis
Xykon se narodil jako člověk 107 let před začátkem webového komiksu. Má přirozené sklony k nekromancii, které už v dětství využil k zombifikaci svého psa a později – jako teenager – své babičky. Po rozhovoru s doktorem Xavionem, Kouzelníkem, jenž jej chtěl mezi své S-Men, skupinku Čarodějů, kteří svými silami bojují za Dobro, si Xykon uvědomil, že jeho schopnosti pochází z faktu, že je Čaroděj. Inspirován "X"em v Xavionově jménu se rozhodl nahradit vlastní jméno, jež mu dali rodiče, smyšleným jménem "Xykon" (neboť X zní drsňácky). Nějakou dobu pak sloužil pod Nesvatým Mistrem, odešel ovšem poté, co se Mistr rozhodl jeho jediného nepovýšit (vzhledem k jeho nedostatku strategických a vůdčích schopností), a rozhodl se založit si vlastní zlý tým.
O 40 let později Xykon přemohl (a zombifikoval) Kouzelníka Fyrona Nočníčka, jen a pouze kvůli Fyronově koruně, přímo před zraky jeho učně Evžena Modrojílce. Později se ukázalo, že ta koruna nemá žádné magické schopnosti a Xykon ji vzal jen proto, že v ní vypadá jako "drsňák". Za to Evžen složil "Pokrevní přísahu msty" proti Xykonovi, která po Evženově smrti přešla na jeho děti, Roye, Erika a Julii.
Xykon se později dal dohromady s goblinem Rudopláštěm. Ten totiž plánuje odemknout jednu z bran, která vězní Uzlouna, a použít ono monstrum k vydírání bohů. Tehdy věděli o existenci pouze jediné brány, Lirianiny. Lirian, elfí druidka, ovšem bránila bránu pomocí přírodních sil, a právě její virus zbavil Xykona čarodějných schopností, načež ho Lirian dala jako naprosto bezmocného uvěznit. Rudoplášť obnovil Xykonovy schopnosti tím, že z něj udělal nemrtvého – kostěje, čímž se Xykon stal vůči viru imunní. Xykon pak porazil Lirian, která mu před smrtí nechtěně vyzradila o existenci čtyř dalších bran. Jedním z vedlejších účinků "zkostějizování" Xykona byla ovšem ztráta chuti. A protože si Xykon již nemohl vychutnávat kávu, stal se ještě krutějším sadistou, než dřív.
Šest měsíců před začátkem webkomiksu Xykon vylákal a zabil kouzelníka Dorukana z jeho podzemí, které za účelem získání Dorukanovy brány přebral.

## Hůlkový řád
Xykon chtěl zneužít čisté srdce Elana z Hůlkového řádu k otevření brány. Elan již tak málem učinil, než ho zarazila Haley Hvězdotřpytná, která včas odhalila detaily Xykonova plánu. Jak se chvíli poté dozvěděl Roy Modrojílec, vůdce Hůlkového řádu, Xykon si nepamatuje ani Fyrona, ani Royova otce. Když toto Roy zjistil, navíc rozezlený zničením dědičného meče své rodiny, hodil Xykona do brány, čímž zničil jeho kostlivé tělo. Celé sklepení bylo potom zničeno, když Elan aktivoval autodestrukční runu.
Ačkoli Xykonovo fyzické tělo bylo zničeno, Xykonův škapulíř, vyrobený z nesvatého přívěšku jeho poskoka, zůstal neporušen a uchoval Xykonovu duši, než si obnovil nové tělo. Xykon pak dal dohromady novou, mnohem větší armádu hobgoblinů (zhruba 27 000) a s pomocí nich a mnoha dalších nemrtvých (zejména pak stříbrného draka, na němž letěl) se vydal k další bráně uprostřed Azurového města.

## Osobnost a charakter
Xykon je v mnoha ohledech stereotypní zlý vládce, jaké lze vidět v mnoha fantasy povídkách a RPG, a snaží se, seč může, aby dostál všem klišé spojeným s takovouto rolí. Je také krutý a sadistický, jeho největší radostí je umírání jiných. Máloco ho překvapí, řídí se vlastními rozmary a nepamatuje si jména postav Řádu (zaměňujee Modrojílce za Rudočepel či Zelenohlavici), což napovídá, že buď má s hrdiny velké zkušenosti, nebo něco o jeho nízkém intelektu. Často se také ukazuje, že mu na vlastních zlých činech moc nesejde a málokdy má vážnou náladu. Taktiku považuje za zbytečnou, jeho oblíbenou strategií je "nás mnogo", a jak tvrdí, v každé bitvě existuje úroveň hrubé síly, proti níž selže každá strategie, a že jediná důležitá věc je to, čeho všeho jste schopni se vzdát, abyste dosáhli vítězství. Nicméně v některých situacích je schopný vymyslet řešení a zdá se, že není tak apatický, jak se ostatním jeví.

## Výskyt
- The Order of the Stick: Dungeon Crawlin' Fools (2005), díly 1–121, ISBN 0-9766580-0-3.
- The Order of the Stick: No Cure for the Paladin Blues (2006), díly 121–300, ISBN 0-9766580-3-8 .
- The Order of the Stick: Start of Darkness (2007), ISBN 978-0-9766580-4-7.
- The Order of the Stick: War And XPs (2007).